# Прондзинский, Эдуард
Эдуард Прондзинский (13 октября 1839 — 28 мая 1895) — российский польский журналист и писатель
-публицист.
Родился в Варшаве в богатой семье земян, высшее юридическое образование получил за границей. В 1858 году основал вместе с Лозинским и Красновским в Париже польский клуб. В 1861—1863 годах написал работы «О приготовлении молодых людей к общественной службе», «О евреях и крестьянах в Царстве Польском», «Социальный вопрос в отношении к народному делу» и другие. Замешанный в восстании 1863 года (был секретарём у начальника калишского отряда), был сослан в Сибирь. В 1873 году, вернувшись из ссылки, издал в Варшаве этюд «О prawach kobiety» («О правах женщин»; 2-е издание — 1875). В своей работе выступал как сторонник умеренного расширения женских прав.